# Chiojdeanca, Prahova
Chiojdeanca este satul de reședință al comunei cu același nume din județul Prahova, Muntenia, România. :p. 106-107.